# Фридрих IX фон Лайнинген
Фридрих IX (VII) фон Лайнинген (на немски: Friedrich IX (VII) von Leiningen; † ок. 1434/1437) е граф на Лайнинген-Дагсбург.

## Произход
Той е син на Фридрих VIII фон Лайнинген († 1397) и втората му съпруга Йоланда фон Бергхайм, графиня на Юлих († 1387), дъщеря на Готфрид фон Юлих-Бергхайм († 1335) и Елизабет фон Клеве. Роднина е на Хайнрих фон Лайнинген, епископ на Шпайер († 1272), и Бертхолд фон Лайнинген, епископ на Бамберг († ок. 1285).

## Фамилия
Фридрих се жени 1405 г. за Маргарета фон Хахберг († 1417/1426), дъщеря на маркграф Хесо фон Баден-Хахберг († 1410). Те имат децата:
- Фридрих X († пр. 1429)
- Емих († 1423), fl 1423
- Хесо фон Лайнинген-Дагсбург († 8 март 1467), граф, от 1444 г. покняжен ландграф на Лайнинген, женен 1440 г. за принцеса Елизабет Баварска (1406 – 1468)
- Маргарета фон Лайнинген-Вестербург († 1470), омъжена на 24 август 1423 г. за Райнхард III фон Вестербург († 1449) от Дом Рункел, от тях произлизат графовете фон Лайнинген-Вестербург
- Фридрих († 1446), fl 1429/46
- Готфрид (* пр. 1434?/1437)